# Saint-Martin-lès-Melle
Pour les articles homonymes, voir Saint-Martin.
Saint-Martin-lès-Melle est une ancienne commune devenue commune déléguée de la commune de Melle dans le Centre-Ouest de la France située dans le département des Deux-Sèvres en région Nouvelle-Aquitaine.

## Géographie
Saint-Martin-lès-Melle se situe à l'ouest de Melle. La commune est formée de plateaux coupés par les vallées de la Béronne et de son petit affluent l'Argentière, qui prend sa source près de Chaillé. 
- Hameaux : Rabalot, la Nègrerie, le Bouchet du Nac, Nègressauve et le Bassiou.

## Économie
La commune accueille une trentaine d’entreprises dans des secteurs d’activités variées : artisans du bâtiment, restauration, service à la personne, garages automobile, commerces, industrie, transport...

## Histoire
Le 1er janvier 2019, la commune fusionne avec Mazières-sur-Béronne, Melle, Paizay-le-Tort et Saint-Léger-de-la-Martinière pour former la commune nouvelle de Melle dont la création est actée par un arrêté préfectoral du 27 juin 2018.

## Politique et administration
| Période      | Période  | Identité          | Étiquette | Qualité |
| ------------ | -------- | ----------------- | --------- | ------- |
| janvier 2019 | En cours | Bertrand Devineau |           | Cadre   |

| Période   | Période   | Identité          | Étiquette | Qualité                                           |
| --------- | --------- | ----------------- | --------- | ------------------------------------------------- |
| mars 2001 | mars 2008 | Paul Grégoire     | PS        | Conseiller général du Canton de Melle (1994-2015) |
| mars 2008 | 2018      | Bertrand Devineau |           | Cadre                                             |

## Démographie
À partir du XXIe siècle, les recensements réels des communes de moins de 10 000 habitants ont lieu tous les cinq ans. Pour Saint-Martin-lès-Melle, cela correspond à 2008, 2013, 2018, etc. Les autres dates de « recensements » (2006, 2009, etc.) sont des estimations légales.
| 1793 | 1800 | 1806 | 1821 | 1831 | 1836 | 1841 | 1846 | 1851 |
| ---- | ---- | ---- | ---- | ---- | ---- | ---- | ---- | ---- |
| 405  | 363  | 421  | 414  | 494  | 557  | 537  | 519  | 518  |

| 1856 | 1861 | 1866 | 1872 | 1876 | 1881 | 1886 | 1891 | 1896 |
| ---- | ---- | ---- | ---- | ---- | ---- | ---- | ---- | ---- |
| 556  | 514  | 493  | 466  | 496  | 517  | 550  | 574  | 530  |

| 1901 | 1906 | 1911 | 1921 | 1926 | 1931 | 1936 | 1946 | 1954 |
| ---- | ---- | ---- | ---- | ---- | ---- | ---- | ---- | ---- |
| 518  | 520  | 538  | 455  | 435  | 450  | 432  | 414  | 398  |

| 1962 | 1968 | 1975 | 1982 | 1990 | 1999 | 2006 | 2008 | 2013 |
| ---- | ---- | ---- | ---- | ---- | ---- | ---- | ---- | ---- |
| 401  | 386  | 479  | 511  | 630  | 709  | 823  | 856  | 877  |

| 2016 | - | - | - | - | - | - | - | - |
| ---- | - | - | - | - | - | - | - | - |
| 873  | - | - | - | - | - | - | - | - |

## Lieux et monuments
- Le prieuré Saint-Martin (propriété privée) : fondé au Moyen Âge, le domaine est composé actuellement d'une maison de maître construite vers 1830, qui remplace le logis prieural. Après la démolition partielle de l'église, un logement secondaire, des communs et une serre sont construits. Il est également possible de voir au cœur du prieuré, un lavoir de 1880 et un pigeonnier pouvant dater du XVIIe siècle.

Le prieuré entièrement clos possède un jardin à l'anglaise.
- Les lavoirs : La commune compte plusieurs lavoirs anciens à Chaillé, Rabalot et un autre à côté de l'école. Ce dernier a été rénové en juillet 2003, dans le cadre de "chantiers internationaux", grâce au concours de jeunes volontaires venus des quatre coins du monde. Assistés d’un employé communal, ils ont travaillé à la réhabilitation du lavoir situé en bordure de la route de Negressauve. Ces jeunes ont vécu durant ces trois semaines au rythme de la commune puisque chaque habitant pouvait, selon ses envies, s’associer à ce groupe : visite ponctuelle, partage d’un repas etc. Une occasion pour tous de côtoyer d’autres cultures, tout en respectant le patrimoine de Saint-Martin-lès-Melle.
- Le château de Chaillé : a été construit de 1603 à 1604 sur les vestiges d'un ancien château médiéval. Les dépendances sont certainement antérieures à la construction du château et ont été restaurées en 1650 et 1658. La face sud du château est remarquable grâce à ces deux galeries à arcades superposées, placées du côté des terrasses et des deux autres cours. Cette originalité architecturale est peut-être due à l'influence italienne.

Après avoir été un entrepôt de grain et une prison pendant la Révolution française, le château est aujourd'hui une maison de retraite.
- la vallée de l’Argentière  : calme et paisible, c'est un lieu représentatif de la commune de Saint-Martin-lès-Melle. Depuis quelques années, de nombreux travaux ont été réalisés dans le but de sécuriser, d’aménager et de fleurir la vallée.

L’Argentière est un petit affluent des vallées de la Béronne qui traversent Saint-Martin. Le ruisseau prend sa source près de Chaillé, lieu attaché à l’Histoire de la commune. À noter également : la présence du magnifique platane situé à la source du ruisseau, bicentenaire, il est imposant avec une hauteur de 40 mètres et une circonférence de 5 mètres.

## Personnalités liées à la commune
- Louis Georges Brillouin, artiste peintre, s'y est installé et y a vécu jusqu'à sa mort.
- Marcel Brillouin fut un éminent physicien, un des grands savants du début du XXe siècle, qui siégea lors des congrès internationaux, aux côtés d'Albert Einstein, Marie Curie, Paul Langevin...  Né le 19 décembre 1854 au château de Chaillé, il passe son enfance à parcourir les chemins de Saint-Martin, Melle et Saint-Romans avant d'entamer ses études au lycée Condorcet à Paris. La guerre de 1870 ramène la famille à Chaillé et Marcel Brillouin relate combien cette année-là fut la plus importante de sa vie : « Là, je trouvais à lire, toute une vieille bibliothèque, remontant à plusieurs générations bourgeoises du XVIIIe siècle : un exemplaire de l'Encyclopédie de Diderot et d'Alembert ; quelques ouvrages de philosophie sociale de la même époque ; peu de Voltaire, mais Rousseau. Et aussi, la collection de la Revue des Deux-Mondes ; j'y trouvais aussi des articles de vulgarisation scientifique que je dévorais, comme j'avais dévoré plusieurs volumes de la Bibliothèque des Merveilles, Que n'ai-je lu cette année-là !»[réf. souhaitée].
- Jean Chauvin (1889-1976) : sculpteur, y est mort.